# Cimaragas
Cimaragas is een bestuurslaag in het regentschap Garut van de provincie West-Java, Indonesië. Cimaragas telt 5023 inwoners (volkstelling 2010).